# 21Sextury
21Sextury é uma produtora de filmes pornográficos americana. Ela também controla uma série de sites pornográficos. A empresa foi fundada em 2003 e tem sede em Scottsdale, Arizona. Como as atrizes de seus filmes são exclusivamente centro-europeias, a empresa também possui escritórios na Europa Central.

## Prêmios e indicações
O estúdio e seus filmes ganharam ou foram indicados para vários prêmios:
- 2004: Venus Award – Best New Company in Europe[4]
- 2007: AVN Award – Best Specialty Release-Foot Fetish – Footsie Babes - indicado[5]
- 2008: AVN Award – Best Foot Fetishism Release – Footsie Babes 4 - indicado
- 2009: AVN Award – Best All-Girl Release – Sugar Candy - indicado[6]